# 西田町芹沢
西田町芹沢（にしたまち せりさわ）は、福島県郡山市の大字である。郵便番号は963-0913。

## 地理
郡山市北東部の西田地区に属する。北で西田町三町目、東で西田町木村、南で西田町根木屋、西で日和田町八丁目とそれぞれ隣接する。概ね町村制施行以前の田村郡芹沢村の流れを汲む地域である。一級水系阿武隈川水系落合川支流日照田川流域を主な範囲とする。域内の多くを山林が占め、川沿いの平地に水田が広がり、山裾や高台を中心に集落が立地する。域内北部を磐越自動車道が、南端部を国道288号バイパスが東西に横断する。西田町三町目に所在する郡山北警察署西田駐在所及び日和田町に所在する郡山消防署日和田分署がそれぞれ管轄にあたる。

### 主な字
字
- 宮田
- 前田
- 後田
- 舘
- 仁王ケ作

- 日照田
- 西ノ作
- 下田
- 向山
- 池ノ上

- 馬場
- 妻
- 川前

### 河川
一級水系阿武隈川水系
- 日照田川（落合川支流）
- 堤川

## 歴史
- 1879年1月27日 - 守山藩領芹沢村が福島県内における郡区町村制の施行により田村郡の村となる。
- 1889年4月1日 - 町村制の施行により芹沢村が白岩村、下白岩村、上舞木村、下舞木村、阿久津村、安原村、横川村、山田村、根木屋村、南小泉村、北小泉村と合併し田村郡巌江村が発足する。旧芹沢村域は巌江村の大字となる。
- 1889年7月23日 - 一部が大字南小泉、北小泉とともに小泉村として巌江村より分離する。
- 1955年11月15日 - 大字根木屋とともに西田村に編入され、西田村の大字となる。
- 1965年8月1日 - 西田村が中田村と共に郡山市に編入され、郡山市の大字となる。

## 世帯数と人口
2024年1月1日現在の世帯数と人口は以下の通りである。
| 大字       | 世帯数 | 人口  |
| ---------- | ------ | ----- |
| 西田町芹沢 | 85世帯 | 202人 |

## 小・中学校の学区
市立小・中学校に通う場合、学区は以下の通りとなる。
| 番地 | 義務教育学校     |
| ---- | ---------------- |
| 全域 | 郡山市立西田学園 |

## 交通

### 道路
- 磐越自動車道
  - 郡山東インターチェンジ（連絡路の一部と料金所施設）
  - 新阿武隈川橋
- 国道288号
- 福島県道73号二本松金屋線

## 施設
- 郡山チップ工業 西田工場
- 稲荷神社